# Xanthorhoe olbia
Xanthorhoe olbia là một loài bướm đêm trong họ Geometridae.